# ペンシルバニア鉄道GG1形電気機関車
GG1は、アメリカ合衆国のペンシルバニア鉄道（PRR、通称Pennsy）が開発・保有した電気機関車の一形式である。
その流線形車体の強烈な印象によって、世界的に知られた有名な機関車であり、技術面でユニークな試みの多いペンシーの車両の中でも代表的な存在である。本機は試作機の元の設計から、量産機では大きな修正が入っている。この修正は著名なデザイナーのレイモンド・ローウィによるもので、「口紅から機関車まで」手がけた彼の著名な成果の一つとなった。GG1に先行して製造されたP5aの後期型とそのデザインを踏襲したGG1試作機4800号機にはローウィは関わっていない。
1934年から1943年にかけ、電装品はGEとWH、走行系は大手機関車メーカーのボールドウィン社で製造され、初期の15両がGEで組み立てられた後、124両がペンシルバニア鉄道アルトゥーナ工場で組み立てられ、合計139両が製造された。その後、ペンシルバニア鉄道の事業を引き継いだ各鉄道で、1980年代の初めまで営業に使われた。

## 構造

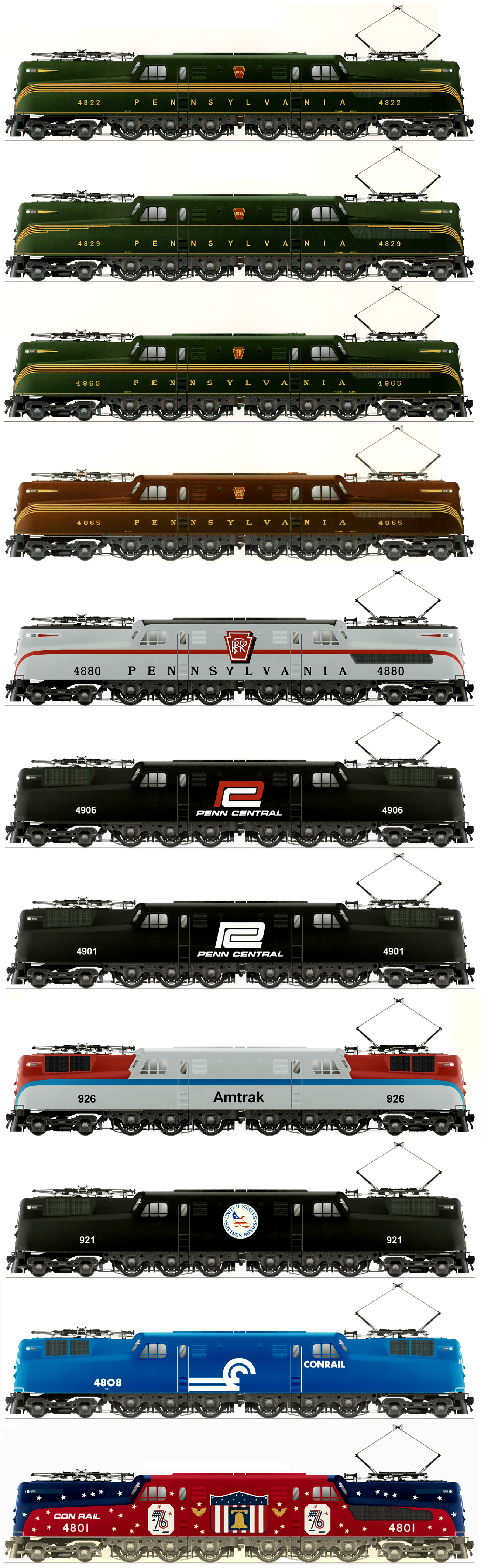
塗装のバリエーション

全長79フィート 6インチ  (24.2メートル)、自重477,000ポンド (約216 t)という、大型機関車である。

### 車体
車体はブリッジトラスによる一体構造で、ローウィのデザインに拠らない試作機4800号機はリベット留めでやや角張った車体だが、量産車は風洞実験の結果を踏まえてローウィによってかろやかな流線形にリ・デザインされた。その際車体表面の鋼板はリベットを廃した溶接車体に変更され、滑らかなラインを実現しており、かつ、コストの節約を実現している。機関車における溶接工法の本格採用としては極めて早い例である。ただし、溶接車体への変更後も試作車と重量に差は無い。また、通風グリルを目立たなくするためのアクセントとして、前面から側面にまで伸びる5本のラインが入れられたのもローウィの手によるものである。
前後の運転台は車体の両端から1/3位の位置に高く配置されているが、これはデザインの原型になったP5a後期型が、一般的な車端部に運転台のある箱型車体のP5a前期型の衝突事故を契機に乗務員保護の意図で設計変更された事を踏襲したものである。ここから前方を見ることができるよう、車体の鼻（ボンネット）にあたる部分は細く作られている。もっともこの「ボンネット」は、パンタグラフを支えるためにかなり背が高く、蒸気機関車のボイラー脇から前方を覗くのと同じような状態になる。

### 台車枠
車体は、二組の大きな鋳鋼製台車枠の上に乗っており、前後への牽引力もこの台車枠に掛かる構造である。この二つのフレームは車体の中央で蝶番によって結ばれ、カーブを曲がるときには首を振ることができる。台車枠一組に3動軸が装備され、1両あたりの動軸数は合計6軸である。なおかつ2軸先台車が車体の前後に配置されるが、この先台車も鋳鋼製である。
GG1の車軸配置は、AAR方式で 2-C+C-2 、UIC方式で (2'Co)(Co2') となる。ホワイト式表記で、4-6-0 の車軸配置を持つ蒸気機関車を2台組み合わせた形になっていることがわかる。PRRでは、4-6-0 はクラスGと呼ばれていた。GG1は、この 4-6-0 を2台、背中合わせにしたような形になっている。それゆえGG1は、クラスGG（4-6-0+0-6-4）とでも言うべき形態である。

### 電装系
この機関車は単相25 Hz・11,000 Vで交流電化された路線での運転のため製造された。電装部品は大手重電メーカーであるゼネラル・エレクトリック（GE）グループの機器が用いられた。
架線電圧は車体の中央部に置かれた大型の変圧器で降圧され、主電動機、電動送風機、そのほかの機器に送る仕組みだった。制御方式はタップ制御で、変圧器の二次側巻線の巻き数で出力電圧を調整した。
動輪1軸には 385 HP (288 kw) の GEA-627-A1 主電動機が2個ずつ装備される。これらの電動機は日本の一般的な方式とは違い、かなり高い位置に互い違いに取り付けてある（2個のモーターで1軸を駆動する以上、このような構造を採らざるを得ない）。モーターの回転力はギアで減速されてクイル式で車軸に伝えられる。
連続定格出力は4,620 HPだが、短時間の負荷であれば49 マイル/hで 9,500 HPを出すこともできた。旅客列車牽引の場合には最高速度が100マイル/hになるようにギア比を設定されたが、試験走行では110マイル/hに達したこともある。貨物列車牽引仕様では牽引力確保を重視したギア比に設定され、最高速度は90マイル/hとなっていた。

## 事故
1953年1月15日の朝、ボストン発ワシントンD.C.行きの「フェデラル・エクスプレス」の夜行173列車で、落下したつららが客車へつながるブレーキコックを閉じる方向へ動かし、機関車以外のブレーキがすべて効かなくなる事故が発生した。ノーブレーキとなった客車に押され、GG1形4876号機と2両の客車が終着のワシントンD.C.にあるユニオン駅の16番線の車止めを突き破り、床を押し破って駅の荷物室へ突っ込んでいった。被災した4876号機は、車体を3つに切断して現場から回収され、ペンシルベニア州にある PRR のアルトゥーナ工場で復旧工事が行われた。結果、一般営業に復帰し、僚機と共にのちのちまで生き残った。本機は1983年に廃車となり、現在はメリーランド州ボルチモアにあるボルチモア・アンド・オハイオ鉄道博物館に静態保存されている。

## 現状

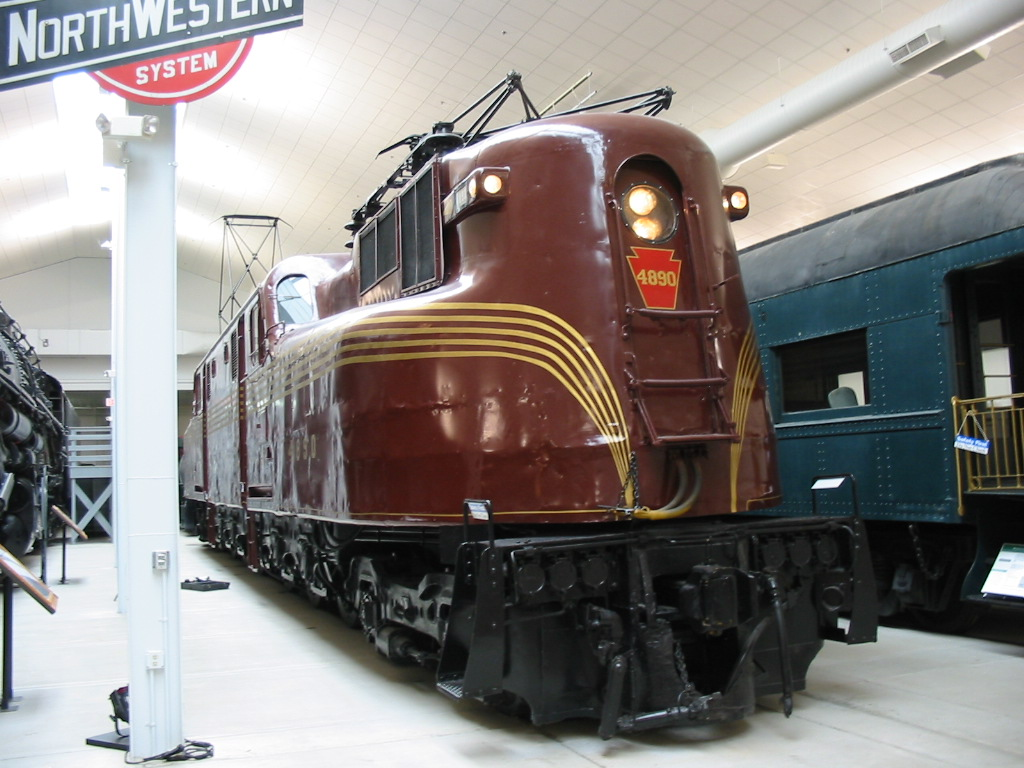
ウィスコンシン州グリーンベイのアメリカ国立鉄道博物館に展示される4890号

GG1 はすでに全機が引退し、16両が保存されている。GG1の4890号機は、ウイスコンシン州グリーンベイにあるアメリカ国立鉄道博物館に展示されている。
GG1の置き換え用としては当初E60が投入されたが、十分な成績を上げることができず、「トースター」とあだ名のあるAEM-7機関車の登場を待つことになった。

## その他
4846号機が半分に切断され、片方の部分のみがウィルミントン工場の入換用、もしくは除雪用として使用された。